# Bouza
 (septembre 2012).
Pour les articles homonymes, voir Bouza (homonymie).
Ne doit pas être confondu avec Boza.
La bouza (en arabe : بوظة / būẓa, [glace en Arabe] بوز / buz, « glace »), aussi appelée crème glacée arabe, est une crème glacée à base de salep et de mastic. Elle est élastique, collante et résistante à la fonte dans les climats les plus chauds du monde arabe, où elle est le plus souvent trouvée.

## Description
Attestée depuis le 16ème siècle, la crème glacée bouza (ou booza) est habituellement et traditionnellement faite avec l'ingrédient appelé salep ou sahlab (en arabe : سحلب), ainsi qu'avec du mastic de Chios, ce qui lui donne la capacité de résister à la fonte et lui confère une élasticité toute particulière, de ce fait elle est similaire à la glace turque appelée dondurma.

## Consommation et culture
Les vendeurs préparent la booza dans des récipients profonds en acier à l'aide d'un pilon en bois en plaquant le mélange contre la paroi réfrigérée, ainsi qu'en tambourinant et en jouant sur la crème glacée en formation jusqu'à ce qu’elle soit suffisamment durcie et prête à la consommation.

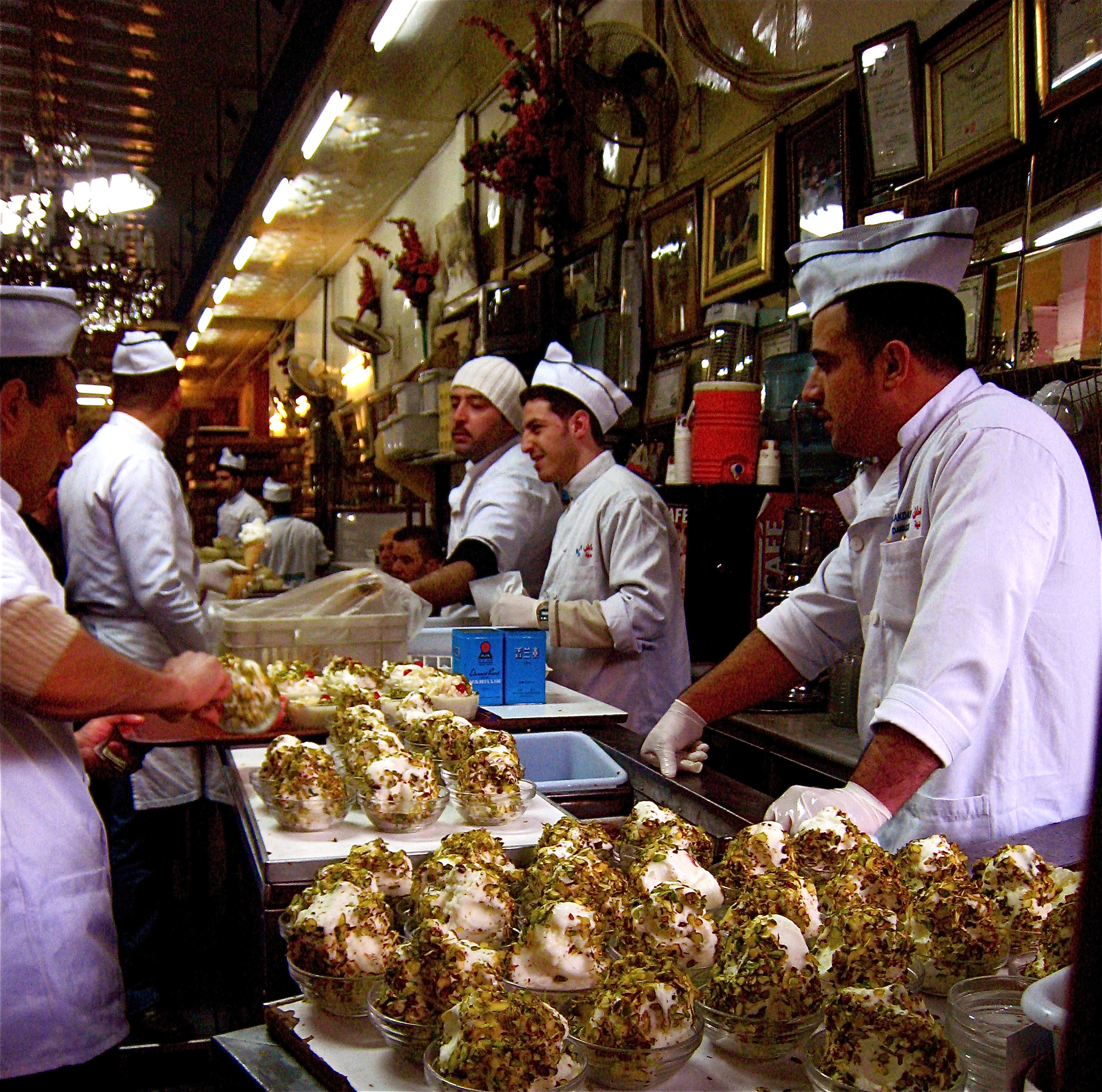
Vente de bouza chez Bakdach, dans le marché de la vieille ville de Damas (Syrie).